# Жирафа
Жира́фа (Giraffa; також жира́ф від фр. girafe і італ. giraffa від араб. زرافة) — рід ссавців із родини жирафових. Це найвища наземна тварина на планеті. Щоб відрізнити від родича — окапі («лісової жирафи»), — жирафу часом називають «степовою жирафою».
Учені довго вважали, що рід жирафа містить один вид. Однак у 2016 році цей рід було поділено на 4 види. Втім МСОП визнає єдиний вид жираф (G. camelopardalis) і дев'ять підвидів, вважаючи, що до тих пір, поки не буде завершена велика переоцінка таксономічного статусу жираф, тимчасово змінювати таксономічний статус-кво передчасно.

## Назва
Слово жирафа (вживається також варіант «жираф») походить через посередництво фр. girafe і італ. giraffa від араб. زرافة, зарафа, зіраафа, зурафа (може тлумачитися як «бистронога»), що, можливо, сягає сом. geri.
У Стародавньому Римі вживали назву camelopardalis, яка походить від дав.-гр. καμηλοπάρδαλις, де вона утворена від κάμηλος («верблюд») і πάρδαλις («леопард»). Звідси походить і наукова назва жирафи: Giraffa camelopardalis.

## Характеристика

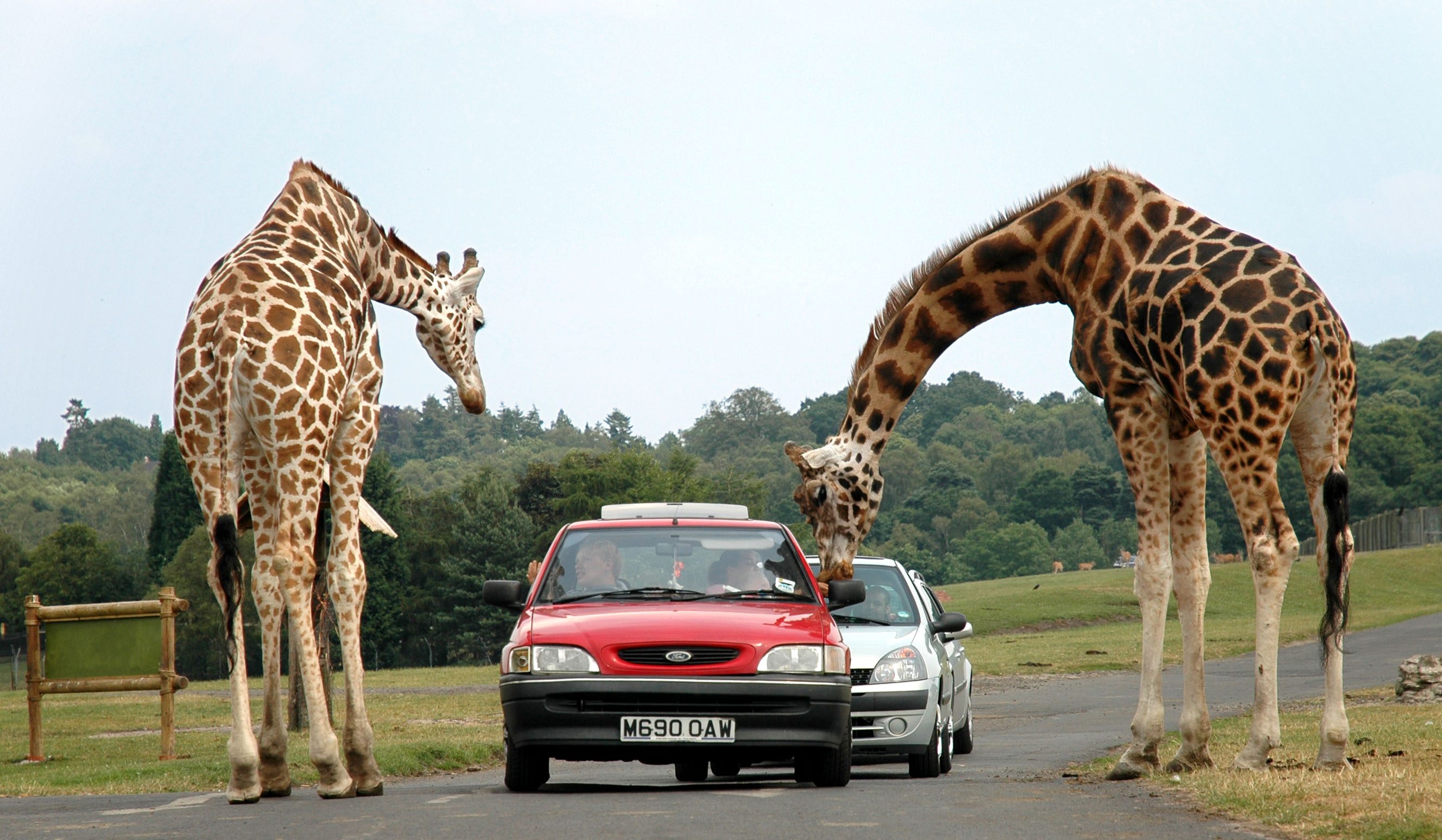
Сафарі парк

Висота тварин 4,7–5,7 метра, маса — до 550–1930 кг, довжина тулуба до 3 м, висота в холці до 3,7 м. Самиці, зазвичай, бувають трохи нижчі та легші. Шия в жираф надзвичайно довга, попри те що вони, як і більшість ссавців, мають лише 7 шийних хребців. Ця обставина збільшує навантаження на систему кровообігу, особливо щодо постачання кров'ю головного мозку. Тому серце жираф особливо сильне. Воно перекачує близько 60 літрів крові щохвилини, має масу 12 кг і створює тиск, утричі вищий, ніж у людини. Але воно не здатне перенести навантаження, пов'язане із різким підійманням чи опусканням голови. Щоб такі рухи не спричиняли смерть тварини, кров жирафи має вдвічі більше кров'яних тілець, ніж у людини, і значно густіша.
Також жирафи мають особливі запірні клапани у великій шийній вені. Ці клапани переривають рух крові таким чином, що залишається тиск у головній артерії, яка живить мозок. Темний язик жирафа дуже довгий, з добре розвиненими м'язами: тварина може його висовувати на 45 сантиметрів і здатна хапати ним гілки дерев.

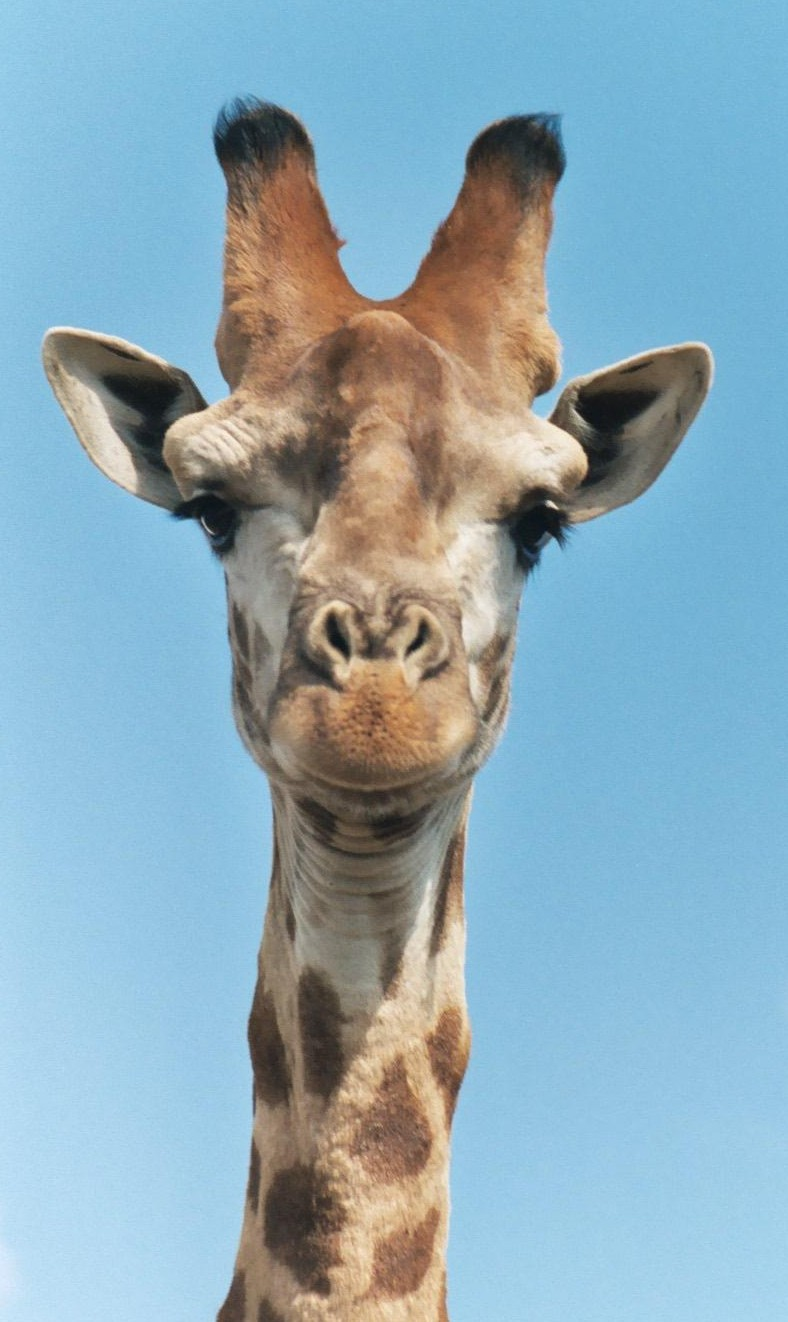
Голова жирафи

Малюнок на тілі складається з темних плям, розташованих на базовій світлій поверхні. У кожної жирафи такий малюнок індивідуальний, аналогічно до відбитків пальців людини. Нижня частина тіла жираф світліша та без плям. На голові в жираф — як самців, так і самиць — є два обтягнуті шерстю ріжки із потовщенням на кінцях. Часом трапляються й дві пари ріжків. На чолі нерідко є своєрідний кістковий наріст, який помилково можна прийняти за ще один (непарний) ріг. Очі чорні, вуха короткі. Жирафи мають досить добрий зір, слух і нюх. Це дає їм змогу завчасно помічати небезпеку. Добре контролювати місцевість допомагає, звичайно ж, і високий зріст. Своїх довгих родичів жирафи здатні помічати на відстані до кілометра. Побутує хибна думка, що жирафи не мають голосу. Насправді вони спілкуються між собою на частотах, нижчих від 20 Герц. Тому людина не чує цих звуків.
Жирафи вміють швидко бігати та в разі гострої небезпеки можуть бігти галопом зі швидкістю від 32 до 60 км/год. Тобто, на короткій відстані вони можуть перегнати коня. Зазвичай же жирафи ходять поволі, рухаються одночасно дві праві ноги, потім — обидві ліві. Через велику масу тіла та тонкі ноги жирафи можуть пересуватися лише твердою поверхнею. На болото ці звірі не заходять, а річки часом для них — це нездоланні перешкоди. Цікаво також і те, що ці тварини, малорухливі на перший погляд, можуть досить добре стрибати, долаючи навіть перешкоди до 1,85 м заввишки.

## Види

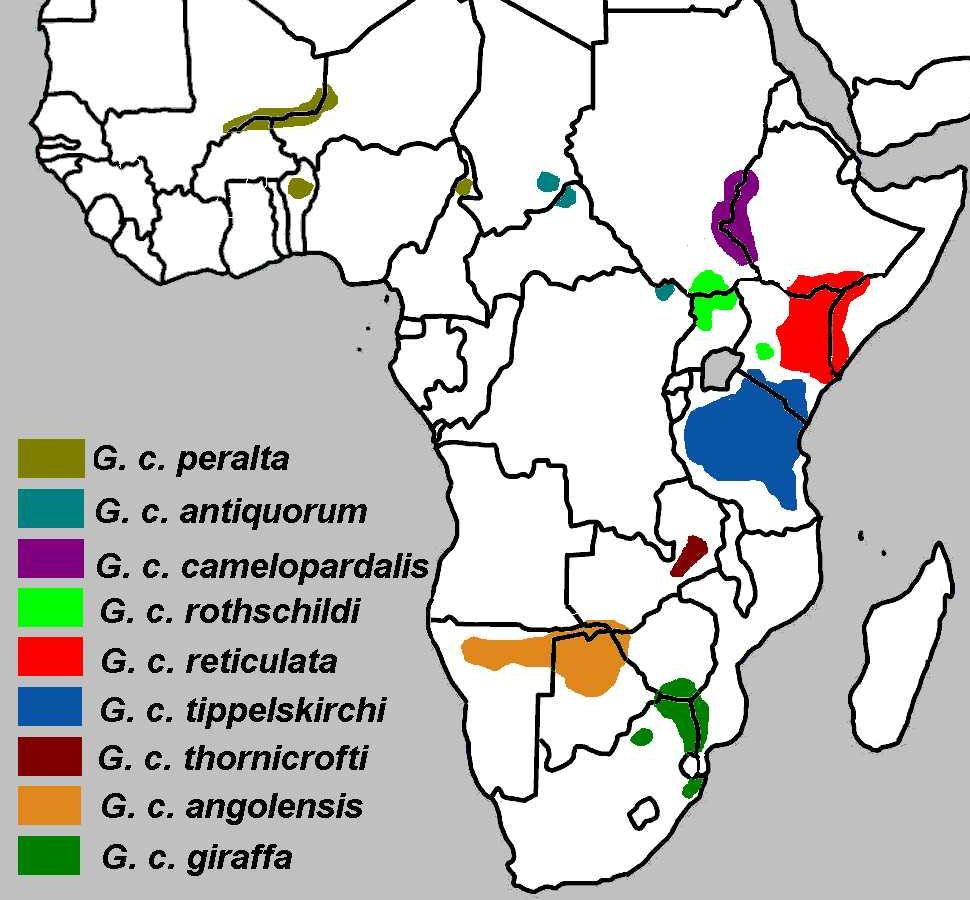
Карта поширення жираф

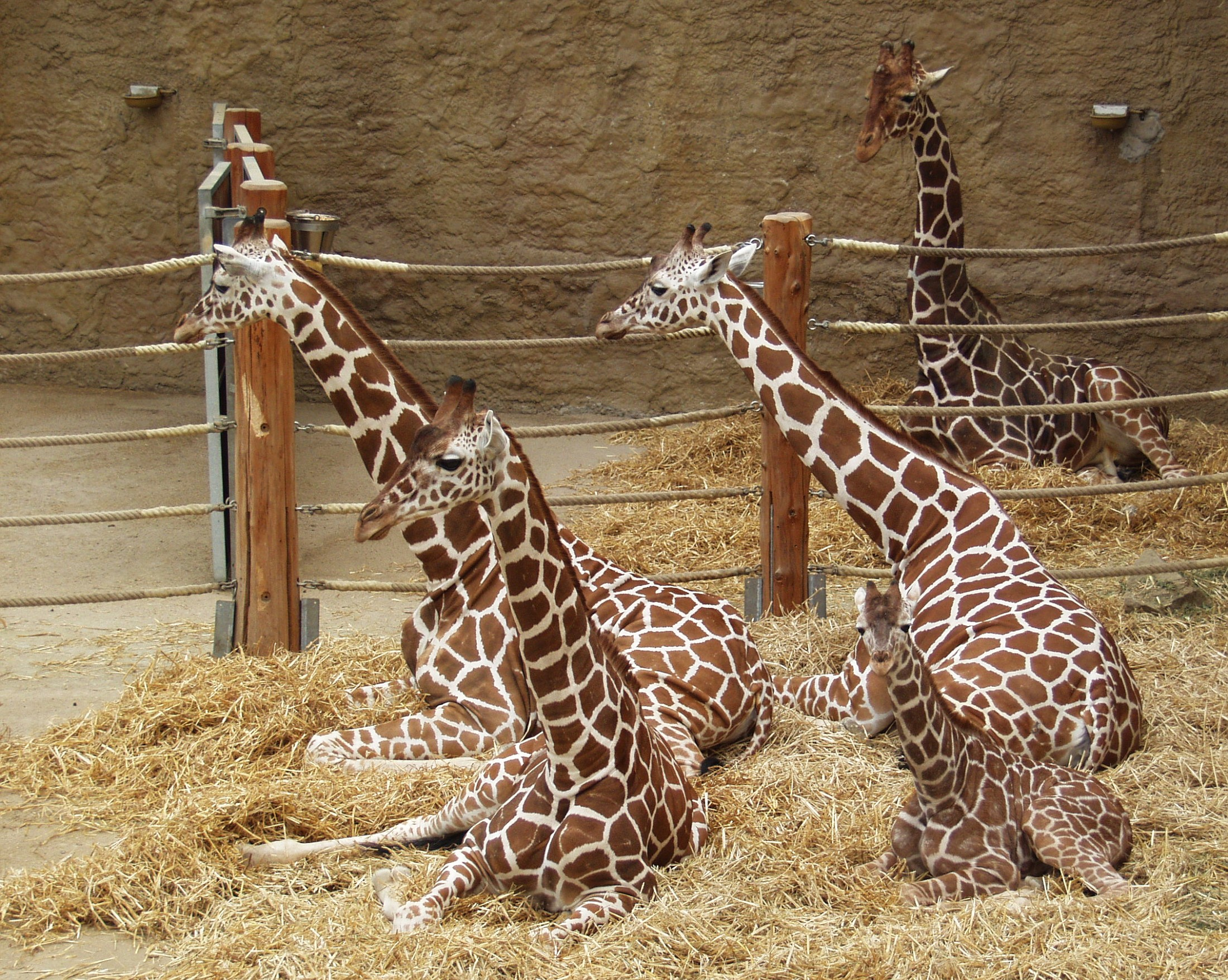
Сітчасті жирафи

Тривалий час вважали, що існує лише один сучасний вид у роді жирафа, який поділяється на підвиди залежно від місця походження та візерунку. Утім, 8 вересня 2016 було опубліковано результати дослідження ДНК, згідно з якими рід жирафа було розподілено на 4 види:
- Жирафа північна (Giraffa camelopardalis)
- Жирафа південна (Giraffa giraffa)
- Жирафа сітчаста (Giraffa reticulata)
- Жирафа масайська (Giraffa tippelskirchi) [4] [12] [13].

Підвид угандійська жирафа має великі коричневі плями нерівномірної форми. Ці плями поділені широкими білими смугами. Плями Масайської жирафи менші й ще темніші. Унікальні плями сітчастої жирафи. Вони темні та багатокутні. Між ними є вузькі білі смужки, тому здається, що тварини вкриті сіткою.
Крім видів, наведених вище, у Північній Африці у прадавні часи існували підвиди, які вже зникли. На деяких зображеннях, які знаходять у Єгипті, можна побачити жираф без плям. Тому не виключено, що північноафриканські підвиди мали рівномірний колір хутра або не мали візерунків взагалі. Але є такі самі зображення жираф і з плямами, тому попередня теорія теж є об'єктом дискусій.

## Ареал
Жирафи живуть у саванах Африки. У наші дні їх можна побачити на південь від пустелі Сахара, передусім у степовій місцевості Східної Африки. Популяції на північ від Сахари людина винищила ще у давні часи: у часи Стародавнього Єгипту вони існували в дельті Нілу і на узбережжі Середземного моря. У 20 столітті ареал жираф знову значно скоротився. Найбільші популяції жираф нині маємо в заповідниках і резерватах. За оцінками 2015 року Фонду зі збереження жираф, загальна чисельність популяції жираф становить приблизно 90000 осіб.

## Походження

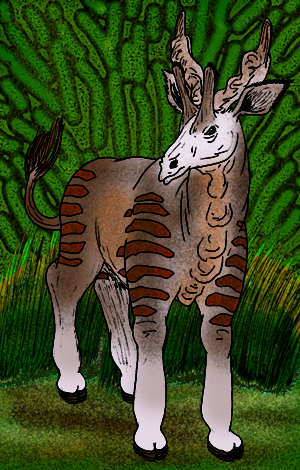
Sivatherium giganteum

Рання історія жираф пов'язана з еволюцією всієї родини жирафових. Вони відокремились від інших оленеподібних парнокопитних у міоцені. Декілька мільйонів років тому пращури сучасних жираф заселяли всю Європу, Азію, Африку. Ранній неоген був періодом розквіту жирафових. Тоді вони досягли найбільшого різноманіття видів та найбільшого географічного поширення. Велика кількість видів уже тоді відрізнялась могутньою будовою тіла та великими розмірами (особливо представники роду Helladotherium — дивись малюнок). У зв'язку зі зміною клімату у плейстоцені більшість жирафових зникла. Залишилися лише два сучасні види: жирафи та окапі. В обох видів ще були короткі шиї, але з часом у жираф почалося видовження цієї частини тіла, що допомагало їм у пошуках їжі. Згідно з версією зоолога з Намібії Роба Сіменса, самці з довшою шиєю перемагали в традиційних бійках за самку, тому мали більше дітей.

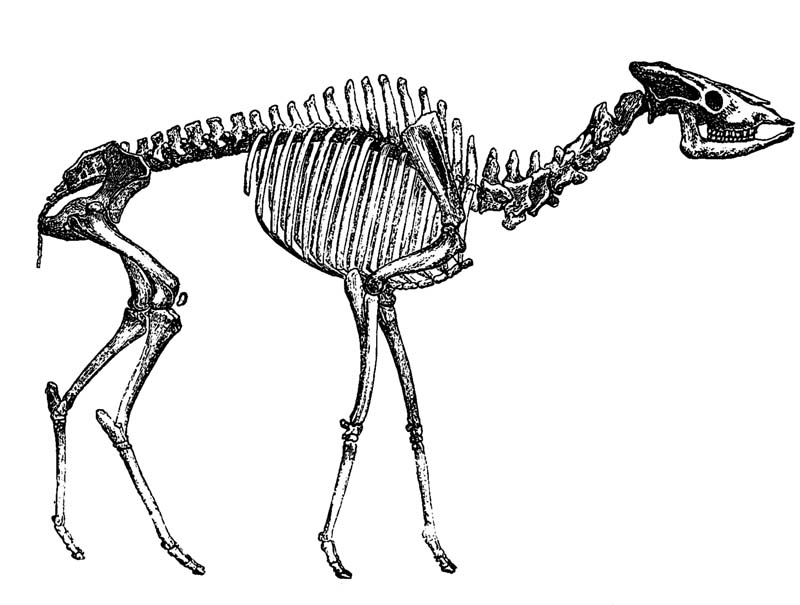
Скелет Helladotherium — викопної жирафи

Приклади викопних жираф: палеотрагус та сиватерій. Викопні види з роду жирафа (Giraffa) знайдено в багатьох частинах Африки, а також у Європі (Греція) й Азії (Туреччина, Грузія, Сирія, Індія, Японія). А неогенових тварин із родини жирафових знайдено й на території України (Palaeotragus, Samotherium).

### Палеотрагус
Палеотрагус (Palaeotragus, «прадавня антилопа») — це вимерлий рід великих, примітивних жирафових, що був поширений у Африці в епоху міоцену.
Palaeotragus primaevus — старіший вид, його рештки знаходять у шарах раннього та середнього міоцену. Palaeotragus germaini належить до пізнього міоцену.
Palaeotragus primaevus відрізняється від  Palaeotragus germaini тим, що перші не мають ріжків. Ці тварини були також меншими на зріст (близько 2 метри заввишки).  Palaeotragus germaini мали одну пару ріжків та нагадували 3-метрову жирафу з короткою шиєю чи величезного окапі.

### Сиватерій
Сиватерій (інколи Сиватеріум, Sivatherium) — це вимерлий рід жирафових, що був поширений від Африки до Східної Азії (особливо в Індії). Африканський вид, Sivatherium maursium, іноді відносять до роду «Libyatherium».
Sivatherium дуже схожі на сучасних окапі, але значно більші, до 2,2 м заввишки. На голові вони мали дві пари ріжків: широкі і великі (вони розташовані вище) та маленькі (над очима). М'язи плечового поясу та шиї у цих тварин досить міцні. Це пов'язано із необхідністю тримати важкий череп.

## Спосіб життя

### Живлення

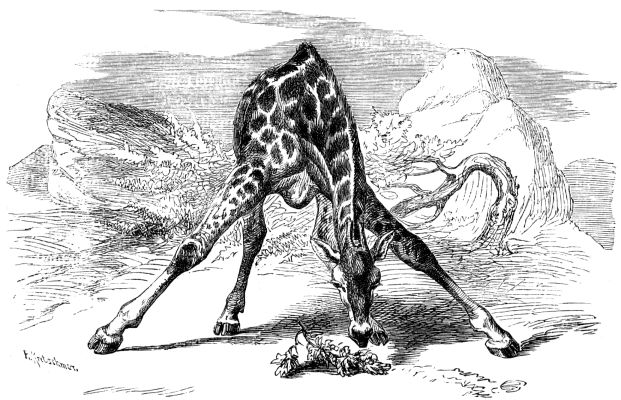
Жирафа схилила голову до землі

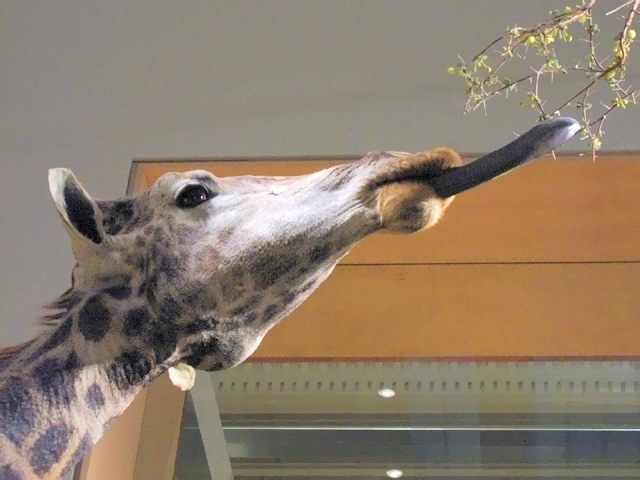
Жирафа їсть

Як і усі парнокопитні, жирафи живляться винятково рослинною їжею. Будова тіла та фізіологія дозволяє цим тваринам живитися листками дерев на висоті, де в них немає конкурентів. З дерев жирафи надають перевагу акації. Жирафа хапає гілку довгим язиком, тягне її до рота та відкушує листя. При цьому вона відхиляє голову назад. Завдяки будові язика та губ тварина не травмується, попри те що гілки бувають досить гострими. Щоденно жирафа з'їдає близько 30 кг зеленої маси. На це йде від 16 до 20 годин. Сплять жирафи досить мало, близько години на добу. Волога потрапляє до організму жирафи теж із їжею, тому без води ці тварини можуть обходитись декілька тижнів. За один раз жирафи можуть випити до 38 літрів води. Під час пиття жирафи широко розводять передні ноги, щоб опустити голову достатньо низько. У такій позі вони найвразливіші для хижаків, тому п'ють лише тоді, коли впевнені, що загрози немає. Так само жирафи можуть підбирати їжу з поверхні землі, але таке трапляється лише в дуже голодні часи.

### Соціальність
Живуть жирафи поодинці або ж невеликими табунами, але не прив'язуються одне до одного. Вираженої територіальної поведінки у жираф немає, а місцевість, яку вони обходять у пошуках їжі, може сягати до 100 км2. Соціальна поведінка залежить від статі: самиці надають перевагу табунам від 4 до 32 особин, але склад таких табунів не постійний. Ієрархічні структури і поведінка жираф у табуні ще не до кінця з'ясовані. Молоді самиці до досягнення статевої зрілості також організують невеликі окремі групи, після чого починають жити поодинці. Нерідко жирафи пересуваються разом із табунами антилоп чи зебр, бо таким чином вони в більшій безпеці. При зустрічі двох дорослих самців часто відбуваються ритуальні поєдинки; жирафи стають один навпроти іншого та намагаються вдарити головою по шиї суперника. У період парування поєдинки бувають агресивнішими; тоді один із самців може навіть знепритомніти від завданих пошкоджень. Часом поєдинки відбуваються коло дерева; тоді кожен із суперників намагається придавити іншого до стовбура. Випадків, коли жирафи використовують удари передніми ногами один проти одного, не спостерігали. Удари такого типу використовуються лише проти хижаків.

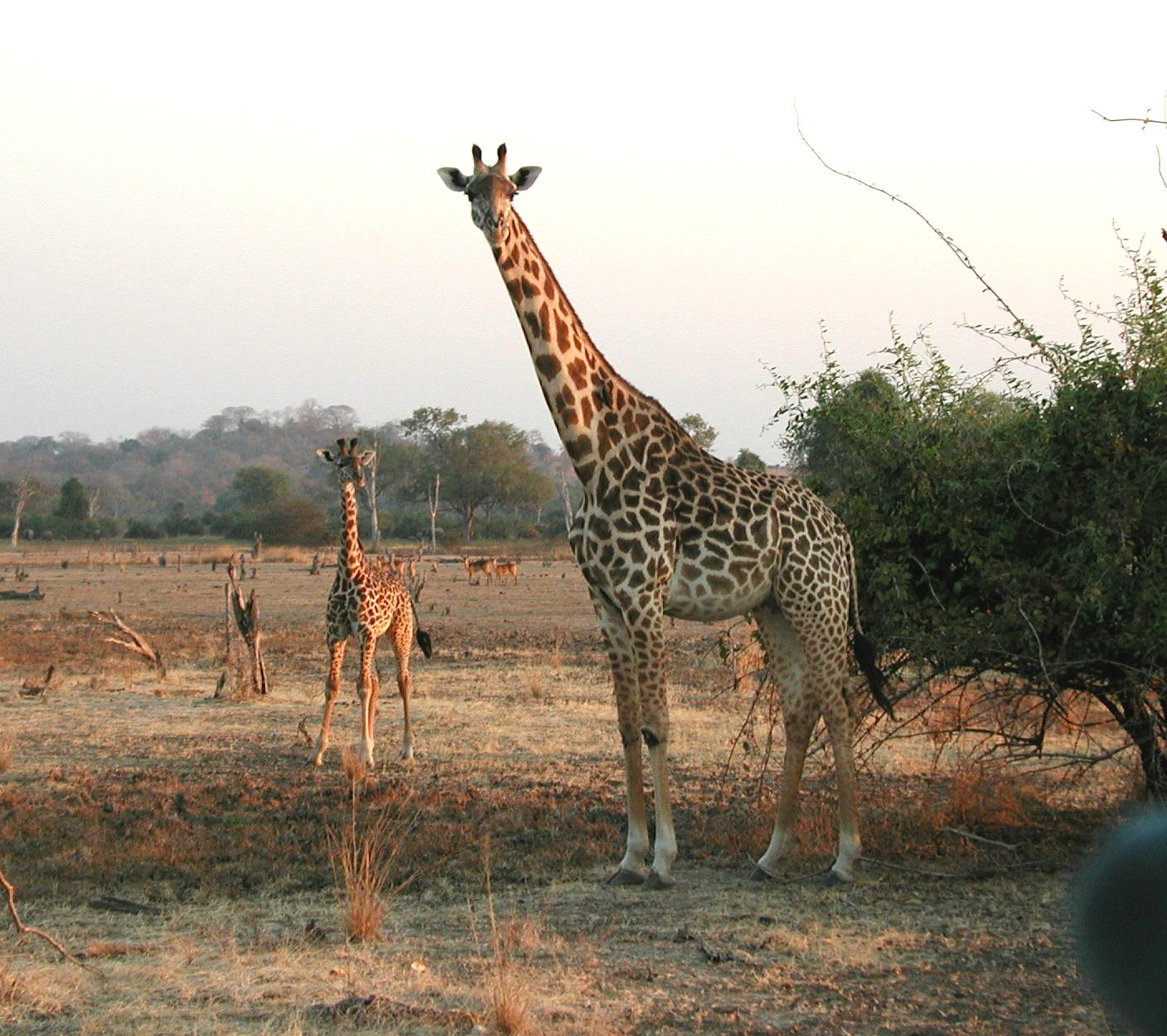
Самиця жирафи з дитинчам

### Розмноження
Парування жираф відбувається, зазвичай, між липнем і вереснем. Вагітність триває 14—15 місяців. Зазвичай, самиця народжує лише одне дитинча. Народження відбувається стоячи, тому перше, що відбувається у житті нової особини, — це падіння з двометрової висоти. Зріст новонародженого 1,8 м; маса тіла — 50–55 кг. Через годину після народження дитинча міцно тримається на ногах, а вже через декілька годин починає бігати. У табун дитинча допускається лише через два — три тижні після народження. Близько 18 місяців жирафи залишаються з матір'ю. У чотири роки жирафи досягають статевої зрілості. У шість років ріст тіла припиняється. У дикій природі жирафи живуть від 10 до 15 років; у неволі — від 20 до 27 років.

### Міжвидова конкуренція
Через велетенські розміри тіла природних ворогів у жираф дуже мало. А тих, хто насмілюються нападати, тварини зустрічають ударами передніх ніг, якими можуть пробити череп будь-якому необережному хижакові. У заповіднику Етоша одного разу спостерігали, як леви вистрибували на жирафу і перекушували їй шию. Однак такі випадки — це винятки щодо дорослих особин. Молоді ж жирафи досить часто потерпають через напади левів, леопардів, гієн і собак. Попри захист матері, лише від 25 до 50 відсотків жираф доживають до дорослого віку.

## Жирафа і людина

### У культурі
Жирафа давно увійшла до культури людей — зображення жираф з'являються вже на ранніх єгипетських гробницях. Як і сьогодні, хвости жираф дуже цінувалися, бо довге жорстке волосся використовували для виготовлення поясів та прикрас. В античні часи на північноафриканські популяції жираф полювали вже греки та римляни. Іноді жираф навіть використовували для показів у Колізеї. Жирафи були мало відомі в Європі. Хоча у північній півкулі існує сузір'я Жирафи, воно являє собою відносно нову умовність і не має якогось міфологічного походження.
Жирафи, як і інші тварини, впливали на уяву людей. Тому образи цих велетенських ссавців є у творчості різних народів світу.

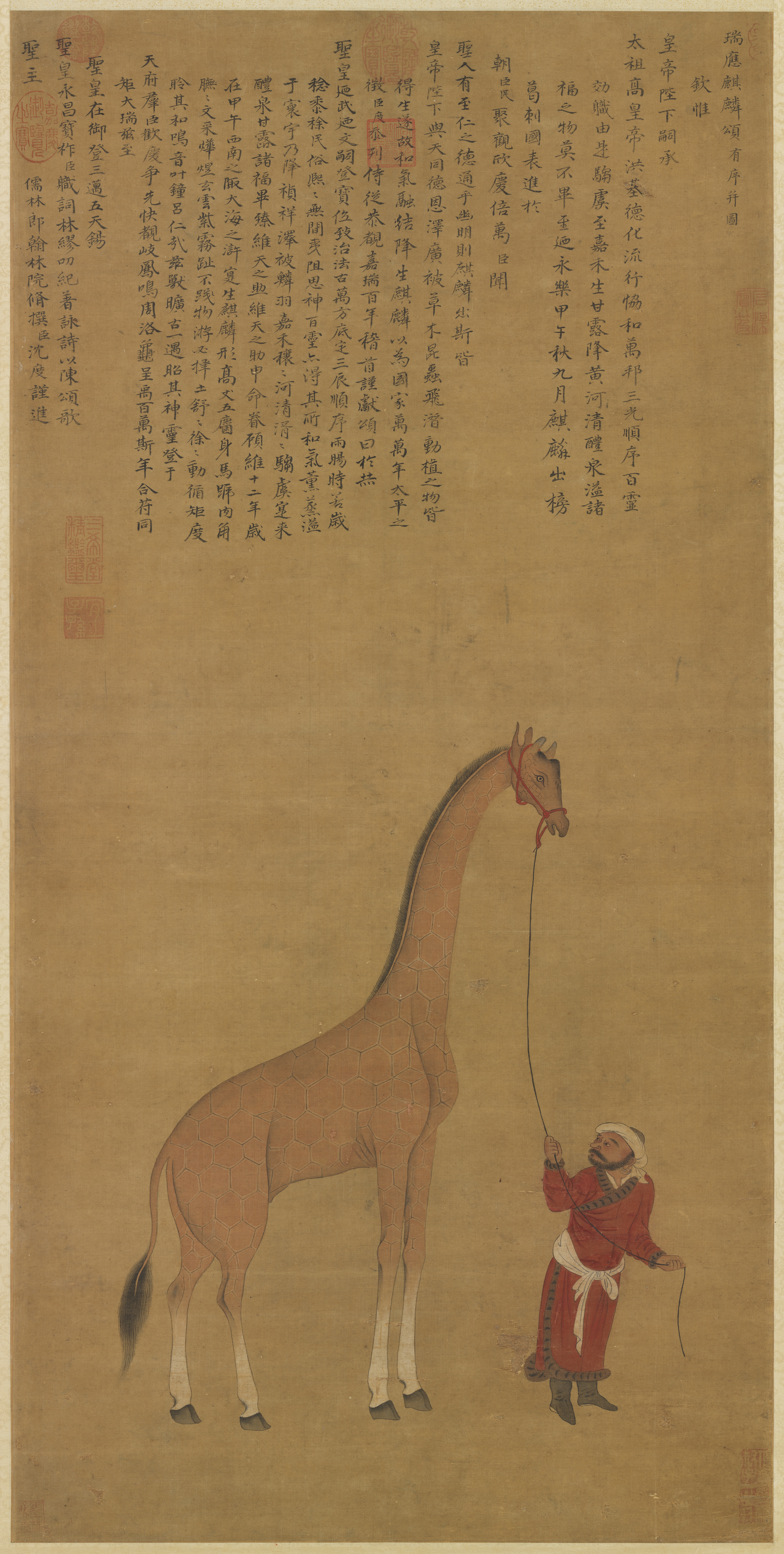
Зображення жирафи у творчості китайського митця. Тварину привіз Адмірал Жен Хе і передав її до зоопарку династії Мін
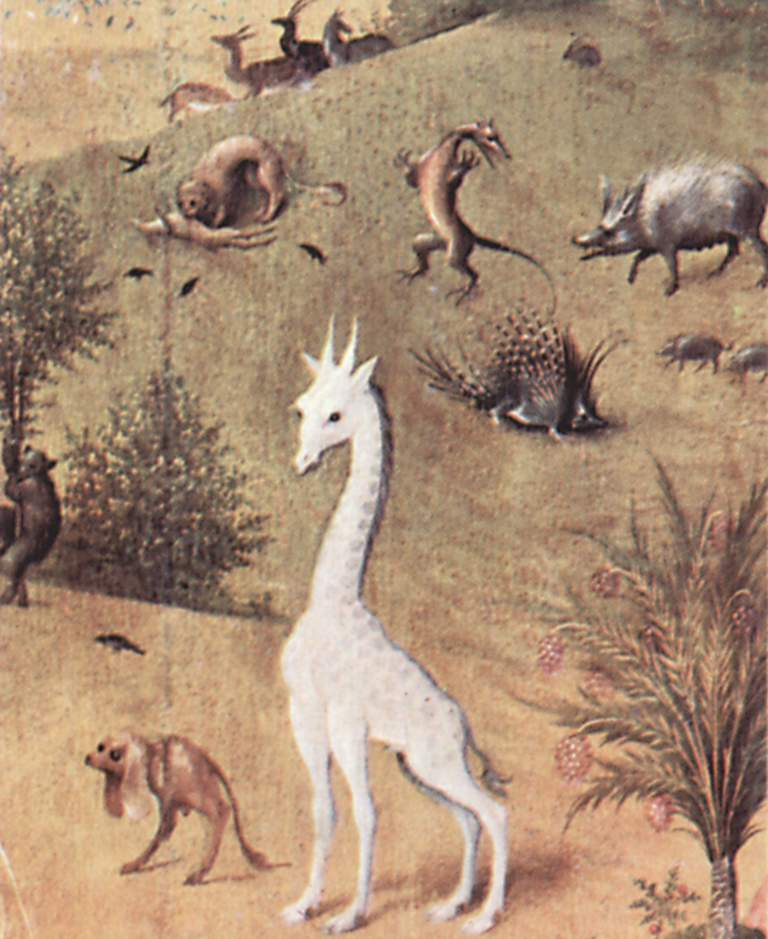
Малюнок Ієроніма Босха, XV століття
«Жирафа у вогні» — картина Сальвадора Далі

### Жирафи у зоопарках
- Київський зоопарк — Ейс та Бейс.  [Архівовано 29 листопада 2010 у Wayback Machine.]
- Зоопарк «12 місяців»[16]
- Харківський зоопарк
- Празький зоопарк
- Ризький зоопарк — три самці: Пік, Перископ та Усмі.
- Ростовський зоопарк  [Архівовано 27 травня 2011 у Wayback Machine.]
- Ленінградський зоопарк
- Московський зоопарк  [Архівовано 12 липня 2006 у Wayback Machine.]
- Миколаївський зоопарк

### Полювання на жираф
В Африці на жираф полювали за допомогою копання ям та пасток. Тіла жираф використовували для виготовлення музичних інструментів, луків для стрільби; одяг зі шкіри жирафи в багатьох народів уживався як символ високого статусу.
М'ясо жираф жорстке, але їстівне.
Полювання африканських племен на жираф ніколи не ставило під загрозу існування виду. Але білі поселенці стали полювати на жираф заради розваги, і чисельність тварин різко почала скорочуватися. Протягом 19 — 20-го століть значний рівень полювання, знищення місць існування та епідемії хвороб рогатої худоби, привезеної з Європи, скоротили популяцію жираф у два-три рази. Зараз жирафи досить часті у східноафриканських країнах та певних місцях Південної Африки, де популяція дещо відновлюється. Наприклад, у заповіднику Серенгеті нараховують приблизно 13 тисяч жираф. Західноафриканські підвиди залишилися лише у вигляді невеликого числа особин у Нігері. У цілому цей вид не стоїть на межі вимирання, але це стосується деяких підвидів жираф. Сьогодні жираф тримають у багатьох зоопарках світу. Утримувати їх відносно легко.

## Цікаві факти
- Першу жирафу привіз до Європи Гай Юлій Цезар у 46 році до н. е. (згідно з «Природничою історією» Плінія Старшого). Потім жирафи з'явилися знову вже у 19 столітті, у 1827. То була тварина на ім'я Зарафа[17].
- Час від часу з'являються повідомлення про те, що десь бачили білу жирафу. Хоча багато хто швидко позначив таких жираф як альбіносів, він, швидше за все, має генетичне захворювання, яке називається лейкізм. Така ознака є рецесивною, і, хоча й передається нащадкам, та проявляється досить рідко[18]. Проявів іншої поширеної серед ссавців мутації забарвлення, меланізму, серед жираф досі не виявлено.